# Энтарахана
Энтарахана — четвёртый правитель Раннего Династического II периода Шумера после Всемирного потопа, четвёртый представитель первой династии города-государства древнего Шумера Киша, расположенного на юге древней Месопотамии, который правил 420 лет, 3 месяца и 3 с половиной дня, согласно Ниппурскому царскому списку. Неизвестно, почему продолжительность его правления столь специфична, по сравнению с другими правителями Раннего Династического периода. 
Историчность сомнительна. Имена правителей до Этаны, кроме Ниппурского царского списка, неизвестны из других исторических источников, и их существование археологически не подтверждено. 
Принято считать, что годы его правления значительно завышены. Согласно царскому списку, его сменил Бабум.